# Volkmarshausen
Volkmarshausen ist ein Ortsteil der Stadt Hann. Münden im Landkreis Göttingen in Niedersachsen.

## Geographische Lage
Volkmarshausen liegt im Oberen Wesertal rechts der Weser – etwa 1 km nordöstlich des Hann. Mündener Ortsteils Gimte. Es befindet sich auf etwa 130 bis 150 m ü. NHN an der Stelle, wo das Tal des Weser-Zuflusses Schede zwischen südlichem Mündener Bramwald mit dem südöstlich der Ortschaft befindlichen Blümer Berg (320,4 m) und nördlichem Hemelner Bramwald mit dem nordnordöstlich gelegenem Klagesberg (ca. 381 m) nach Westen ins Wesertal austritt.
Das Dorf ist über die durch den Ort führende Bundesstraße 3 aus den Richtungen Hann. Münden, Kassel und Göttingen erreichbar. Hindurch verläuft auch der Durchgangswanderweg Frau-Holle-Pfad und der Weser-Harz-Heide-Radfernweg.

## Geschichte
Volkmarshausen wurde in 8./9. Jahrhundert n. Chr. als Folcmareshusen in den Fuldaer Traditionen erwähnt, die durch die Abschrift des Codex Eberhardi überliefert sind.
Zwei weitere alte Urkunden werden ebenfalls als Ersterwähnung von Volkmarshausen herangezogen: Im Jahr 997 soll Kaiser Otto III. dem nahegelegenen Kloster Hilwartshausen einen Hof in Volkmarshusen vermacht haben. Auf diese Urkunde bezog sich auch die Jubiläumsfeier des Ortes. Nach niedersächsischem Ortsnamenbuch existiert dieser Beleg jedoch nicht. Eine weitere manchmal Volkmarshausen zugeordnete Urkunde, mit der Otto III. – ebenfalls im Jahr 997 – eine Königshufe in Uuosthalmeshusun an Thietburg verschenkte, die Schwester Bischof Bernwards von Hildesheim, bezieht sich nach dem Ortsnamenbuch auf die Wüstung Gunthelmishusen im Gebiet der Gemeinde Friedland. Die nächste, auf das Jahr 1019 datierte, urkundliche Erwähnung ist eine Fälschung aus dem Ende des 11. Jahrhunderts und überliefert den Ortsnamen als Uolcmereshuson. In den Jahren 1289 und 1321 wurde jeweils ein Conradus des Volcmershusen schriftlich genannt.
Weil der Ort am Unterlauf der Schede lag, stand relativ viel Wasser zur Verfügung. Schon im 16. Jahrhundert sind eine Schlag- und Ölmühle, eine Walkemühle und zwei „Schleifkotten“ belegt, die sicher das Wasser der Schede nutzten. Die Lage an den benachbarten Bergen ermöglichte den Volkmarshäusern zudem, die Wälder zur Holzgewinnung und als Viehweide zu nutzen. In dem flacheren Gelände westlich des Ortes wurde dagegen Flachs angebaut. Die Kopfsteuerbeschreibung des Jahres 1689 nennt zahlreiche der insgesamt 166 Volkmarshäuser als Leineweber. Aus der Mühle am nordöstlichen Ortsrand entwickelte sich eine Papiermühle und später eine Bundpapier-Fabrik. An dieser Stelle siedelten sich weitere Industriebetriebe an, die das Ortsbild bis heute prägen.
Am 1. Januar 1973 wurde die bis dahin selbständige Gemeinde Volkmarshausen in die Stadt Münden eingegliedert.

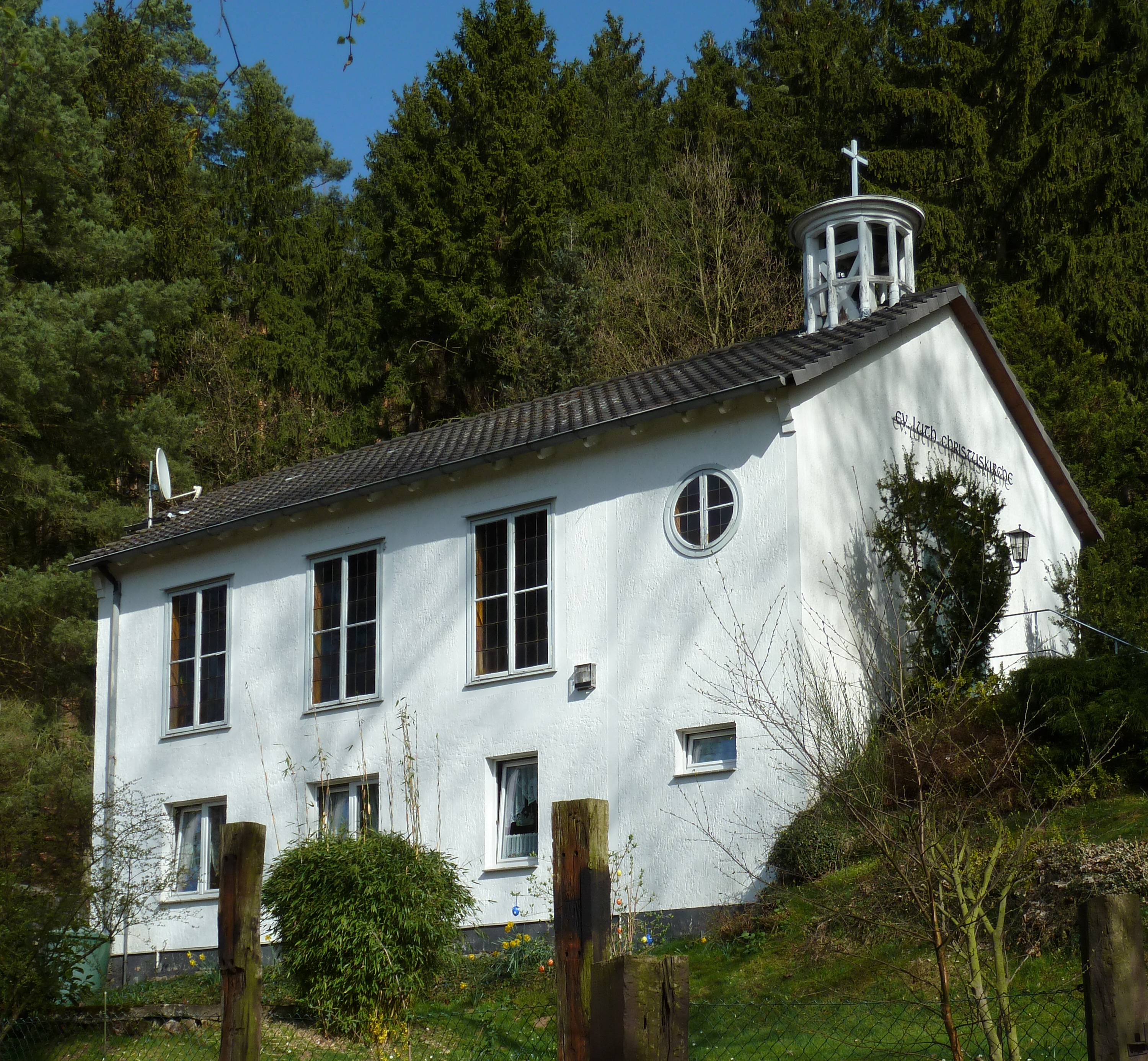
Christuskirche Volkmarshausen

## Politik

### Ortsrat
Volkmarshausen wird auf kommunaler Ebene von einem Ortsrat mit neun Mitgliedern vertreten.
Seit der Kommunalwahl 2021 setzt sich der Ortsrat wie folgt zusammen:
| Sitzverteilung im Ortsrat 2021Insgesamt 9 Sitze - SPD: 4 - VL: 5 | Ortsratswahl 2021Wahlbeteiligung: 63,74 % 6050403020100 41,07 %58,93 % SPDVLbAnmerkungen:b Volksmarshäuser Liste |

### Ortsbürgermeister
Ehrenamtlicher Ortsbürgermeister ist Markus Ziegeler (VL). Sein Stellvertreter ist Dirk Brill (SPD).

## Religion
Volkmarshausen besaß bis zum Zweiten Weltkrieg kein eigenes Gotteshaus. Die Einwohner gingen zunächst zur Kirche des Klosters Hilwartshausen, ab 1612 zur Marienkapelle nach Gimte.
Nach 1945 sammelten sich in Volkmarshausen einige lutherische Christen aus den Ostgebieten des früheren Deutschen Reichs und gründeten die Christusgemeinde Volkmarshausen. Ihre 1955 errichtete Kirche ist das einzige Kirchengebäude in Volkmarshausen. Die Gemeinde gehört zum Pfarrbezirk Göttingen (Martin-Luther-Gemeinde) im Kirchenbezirk Niedersachsen-Süd der Selbständigen Evangelisch-Lutherischen Kirche. Das rechteckige Gebäude unter Satteldach ist weiß verputzt. Es trägt einen offenen, weiß gestrichenen Dachreiter aus Holz mit einer Glocke.
Seit 1999 gibt es eine neu gegründete evangelische Freikirche im Ort, die ihren Sitz im ehemaligen Gasthaus „Schedetal“ bezogen hat. Gegründet als „Freie Christengemeinde Hann. Münden e. V.“ heißt die Kirche seit 2017 „Kraft-Werk-Kirche“ und gehört zum Bund Freikirchlicher Pfingstgemeinden. 2017 wurde ein Anbau eingeweiht, der nun bis zu 200 Besuchern Platz bietet.

## Kultur und Sehenswürdigkeiten

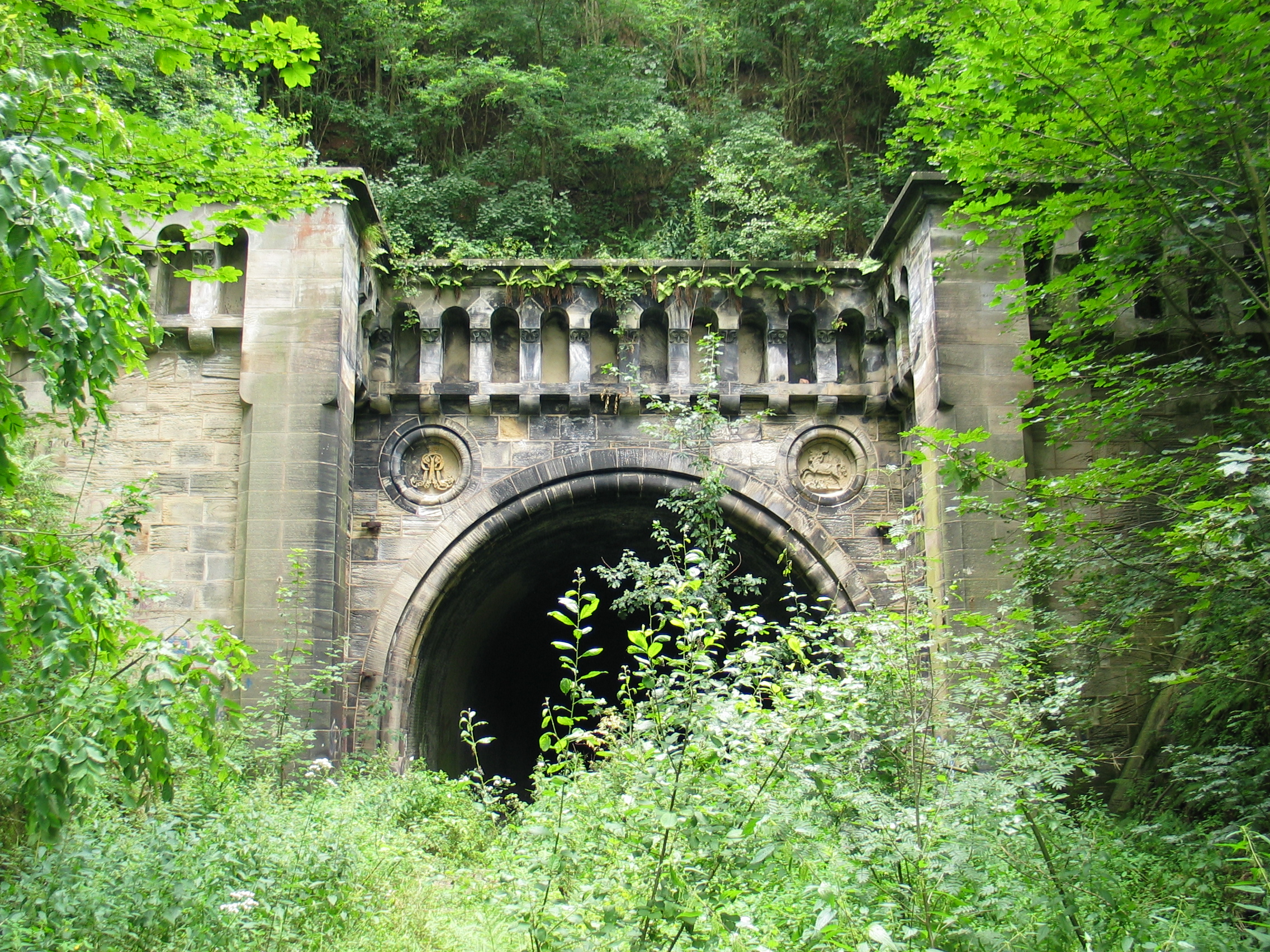
Südwestportal des Volkmarshäuser Tunnels

Das Ortsbild des Dorfkerns ist durch zweigeschossige Fachwerkbauten des 18. und frühen 19. Jahrhunderts geprägt, von denen einige noch leichte Vorkragungen aufweisen. Acht dieser Häuser sind in die Liste der Baudenkmale aufgenommen worden.
Südlich und östlich des Ortes verläuft am Hang des Blümer Berges ein Teil der 1995 stillgelegten Dransfelder Rampe, ein Abschnitt der zur Hannöverschen Südbahn gehörenden ehemaligen Eisenbahnstrecke Göttingen–Dransfeld–Hann. Münden. Teil der Rampe war der 325,5 m lange Volkmarshäuser Tunnel unter der Erhebung Hünenburg. Er wurde von 1852 bis 1855 gebaut und war der einzige Tunnel der Hannöverschen Südbahn. Er ist mit zwei aufwendig gestalteten Portalen noch erhalten. Die Bahngleise sind abgebaut, der Tunnel kann betreten werden. Ein ehemaliger Haltepunkt beim Südwestportal ist noch in geringen Resten zu erahnen.

### Vereine
Als Sportverein ist im Ort der SV Schedetal 1907 Volkmarshausen e. V. tätig. Es werden die Sparten Handball, Klettern, Tennis, Wandern, Gesundheitssport, Körperfit, Outdoor-Fitness und Kinderturnen  angeboten.
Der Schützenverein des Ortes ist der SV Gut Ziel Volkmarshausen e. V. mit Kleinkaliber- und Großkaliberschießbahnen sowie einer Bogensparte, die  Shadow-Hunters Volkmarshausen, deren Schwerpunkt im 3D Bogensport liegt. Der Verein richtete 2008, 2010, 2015 und 2017 die deutschen Meisterschaften des Deutschen Bogensport-Verbands aus.
Weitere Vereine im Ort sind die 1938 gegründete Freiwillige Feuerwehr mit dem Feuerwehrverein und die Chorgemeinschaft Volkmarshausen e. V.

## Wirtschaft und Infrastruktur
Im Gewerbegebiet an der Bundesstraße 3 hat unter anderem die Firma Haendler & Natermann Sport ihren Sitz, und die Firma Nordfrost hat dort Lager.